# Los Hongos
Pour plus de détails, voir Fiche technique et Distribution.
Los Hongos est un film dramatique colombien, coproduit avec l'Argentine, la France et l'Allemagne, réalisé par Óscar Ruiz Navia, sorti en 2014 au Festival de Locarno et en salles en France le 27 mai 2015.
Le film a reçu le prix spécial du jury au Festival international du film de Rotterdam.

## Synopsis
Los Hongos suit le quotidien de jeunes de Cali, notamment dans leur attrait pour le street art.

## Fiche technique
- Titre original : Los Hongos (littéralement « les champignons »)
- Réalisation : Óscar Ruiz Navia
- Scénario : Óscar Ruiz Navia et César Augusto Acevedo
- Production : Diana Bustamante
- Pays d'origine :  Colombie,  France,  Argentine,  Allemagne
- Langue originale : espagnol

## Distribution
- Jovan Alexis Marquinez : Ras
- Calvin Buenaventura : Calvin
- Atala Estrada	 : la Ñaña
- Gustavo Ruiz Montoya : Gustavo
- María Elvira Solis : María
- Dominique Tonnelier : Dominique
- Ángela García : Angelito

## Accueil

### Accueil critique
En France, l'accueil critique est positif : le site Allociné recense une moyenne des critiques presse de 3,3/5, et des critiques spectateurs à 3,6/5. 